# Daxweiler
Daxweiler ist eine Ortsgemeinde im Landkreis Bad Kreuznach in Rheinland-Pfalz. Sie gehört der Verbandsgemeinde Langenlonsheim-Stromberg an.

## Geographie
Die Gemeinde liegt im Soonwald-Teil des Nördlichen Oberrheintieflands in Rheinland-Pfalz westlich des Rheins. Mehr als 85 Prozent der Fläche Daxweilers machen ausgedehnte Waldabschnitte aus. Daxweiler ist durch den nahen Anschluss an die A 61 gut zu erreichen.
Auf dem Gemeindegebiet liegen die Wohnplätze Eichhof, Eichmühle, Forsthaus Emmerichshütte, Forsthaus Tiefenbach, Soonfried und Stromberger Neuhütte.

## Geschichte
In einem Lehenverzeichnis des Ritters Werner II. von Bolanden  von 1190 findet sich die älteste erhaltene Erwähnung des Ortsnamens als Dahswilre. 1419 übernahm die Kurpfalz Daxweiler vom Kurfürsten zu Mainz, zuvor hatte sie es schon 1375 in Pfandschaft genommen. Es blieb im Besitz der Kurpfalz bis zur Französischen Revolution Ende des 18. Jahrhunderts. Das Kloster Otterberg besaß im Dorf einen Hof.
Eng verbunden ist die Geschichte des Ortes mit der Familie Puricelli, die ein Unternehmen auf der Stromberger Neuhütte und auf der Rheinböller Hütte besaßen und damit für Arbeit in der Region sorgte. Ihr Familienwappen findet man daher auch im Ortswappen von Daxweiler wieder.
Am 1. Januar 1969 wurde ein Teil der Gemeinde Daxweiler mit 70 Einwohnern nach Rheinböllen umgemeindet.
Statistik zur Einwohnerentwicklung
Die Entwicklung der Einwohnerzahl von Daxweiler bezogen auf das heutige Gemeindegebiet; die Werte von 1871 bis 1987 beruhen auf Volkszählungen:
| Jahr | Einwohner |
| ---- | --------- |
| 1815 | 478       |
| 1835 | 568       |
| 1871 | 587       |
| 1905 | 643       |
| 1939 | 561       |
| 1950 | 665       |

| Jahr | Einwohner |
| ---- | --------- |
| 1961 | 672       |
| 1970 | 620       |
| 1987 | 740       |
| 2005 | 865       |
| 2022 | 733       |

## Politik

### Gemeinderat
Der Gemeinderat in Daxweiler besteht aus zwölf Ratsmitgliedern, die bei der Kommunalwahl am 9. Juni 2024 in einer personalisierten Verhältniswahl gewählt wurden, und dem ehrenamtlichen Ortsbürgermeister als Vorsitzendem.
Die Sitzverteilung im Gemeinderat:
| Wahl | WGR (1) | WGM (2) | WGC (3) | WGD (4) | WGJ (5) | Gesamt   |
| ---- | ------- | ------- | ------- | ------- | ------- | -------- |
| 2024 | –       | –       | –       | –       | 12      | 12 Sitze |
| 2019 | 5       | 5       | 2       | –       | –       | 12 Sitze |
| 2014 | 5       | 1       | –       | 4       | 2       | 12 Sitze |

Wählergruppen:

### Bürgermeister
Bei der Kommunalwahl 2024 fand sich zunächst kein Kandidat für die Ortsbürgermeisterwahl. Durch Wahl des Gemeinderates wurde am 1. Juli 2024 Claas Osterloh zum Ortsbürgermeister gewählt.

## Kultur und Sehenswürdigkeiten

### Kirchen

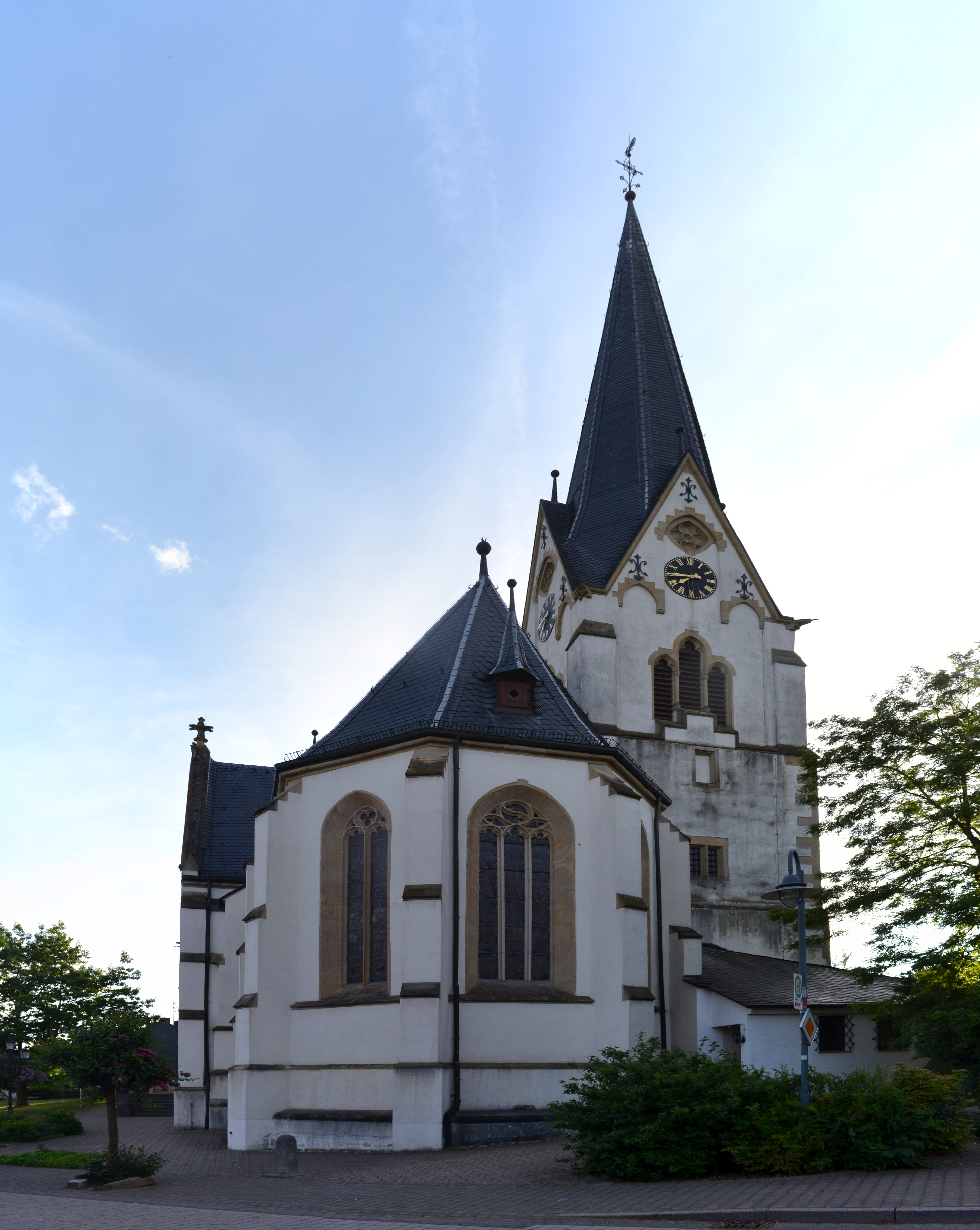
Katholische Kirche

Die katholische Kirche Mariä Geburt ist der Mittelpunkt des Ortes. Der romanische Turm stammt aus dem 12./13. Jahrhundert, der spätgotische Chor aus dem Jahr 1484. Das dreischiffige, rippengewölbte Langhaus wurde 1894/95 in neugotischen Formen errichtet.
Gegenüber der Kirche befindet sich das katholische Pfarrhaus. Der gründerzeitliche Klinkerbau wurde Ende des 19. Jahrhunderts erbaut. In der Wandnische der Hausfront befindet sich eine Marienfigur. Neben dem Pfarrhaus steht die katholische Kapelle. Auch diese ist ein neugotischer Klinkerbau mit Kreuzdach und stammt gemäß Inschrift aus dem Jahr 1892. Alle drei Gebäude stehen unter Denkmalschutz.
Die kleine evangelische Christus-Kirche ist ein Nurdachhaus. Der Kirchturm ist vom Gebäude abgesetzt.

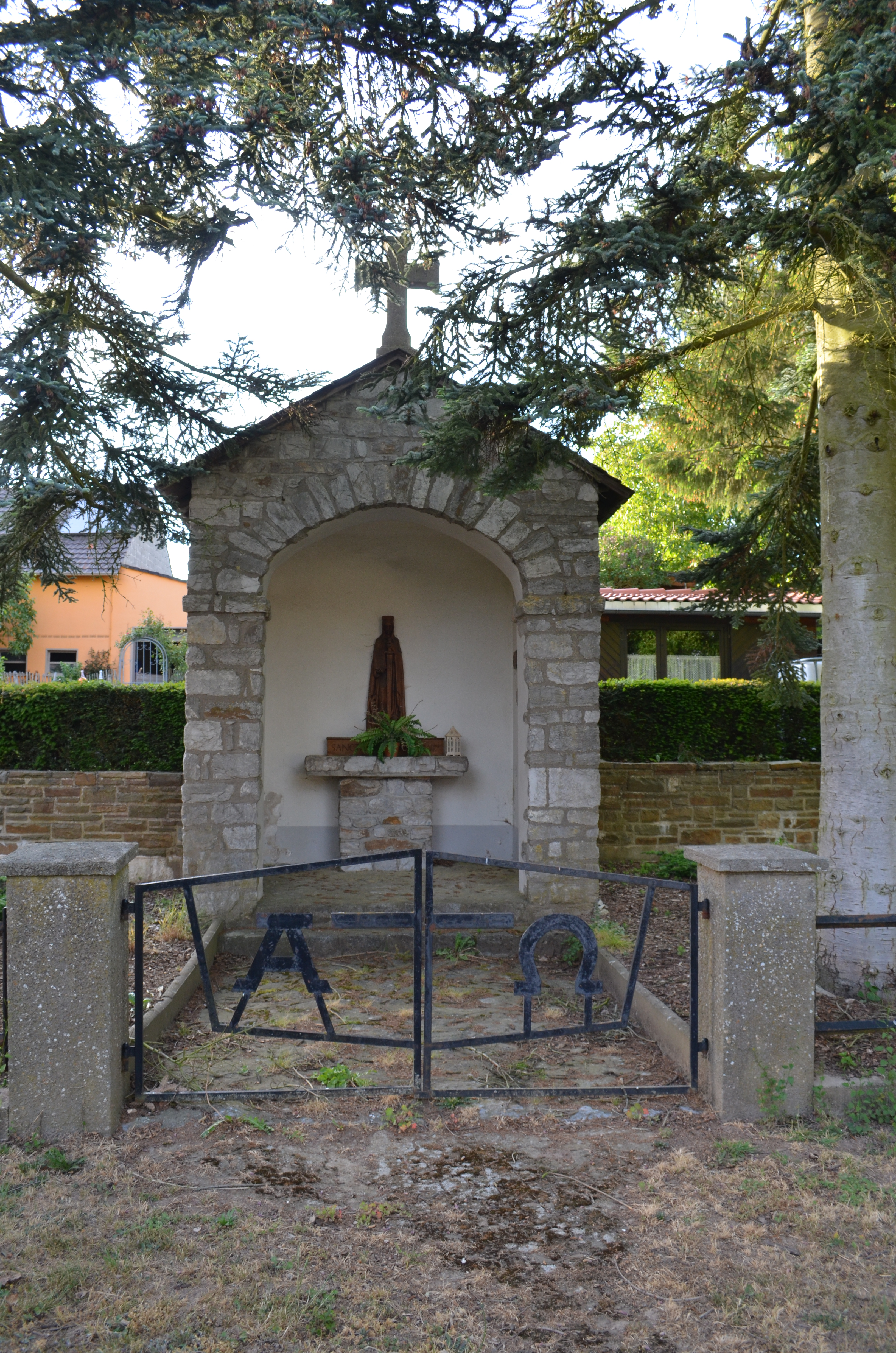
Katholische Kirche, Heiligenhäuschen
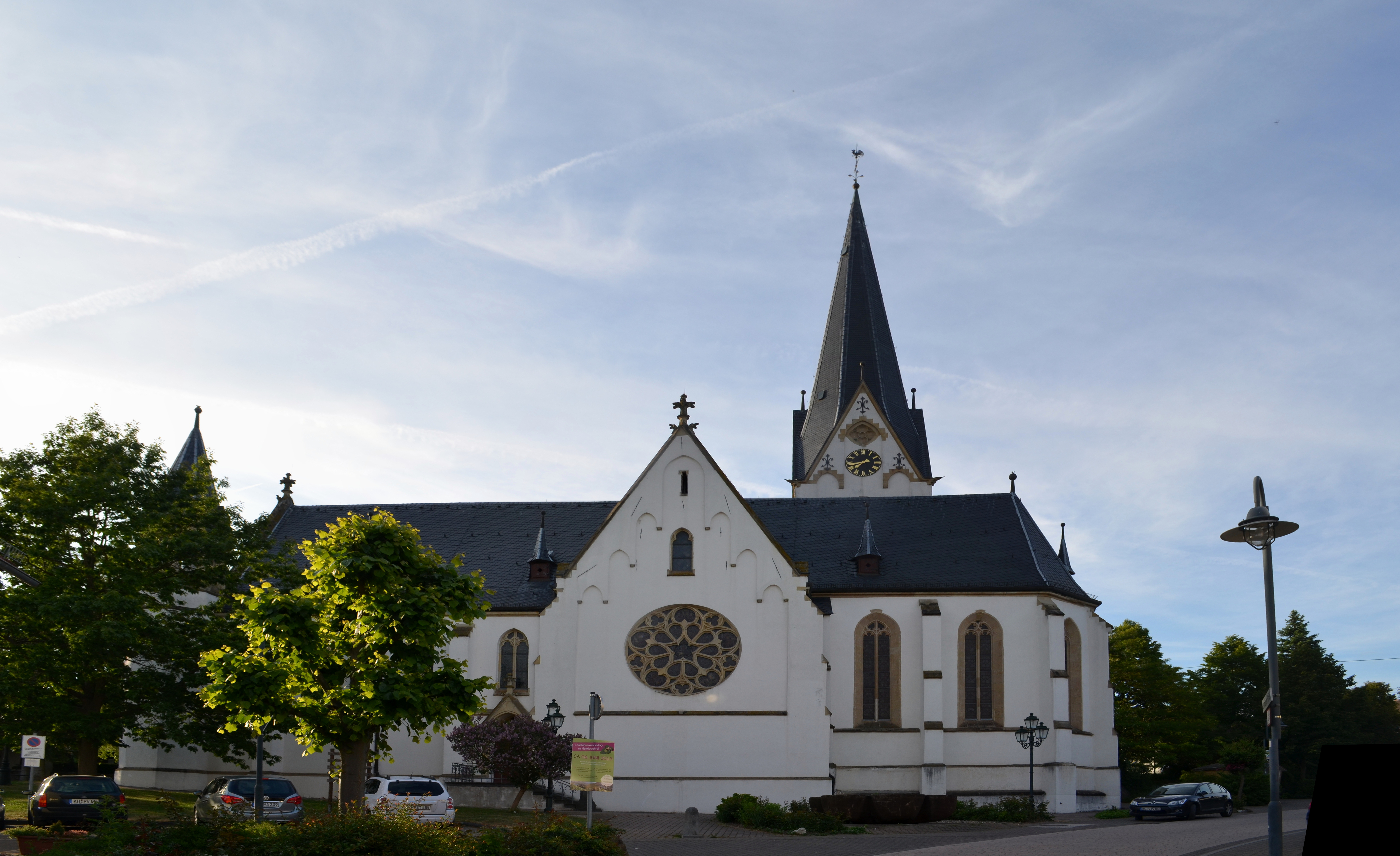
Katholische Kirche
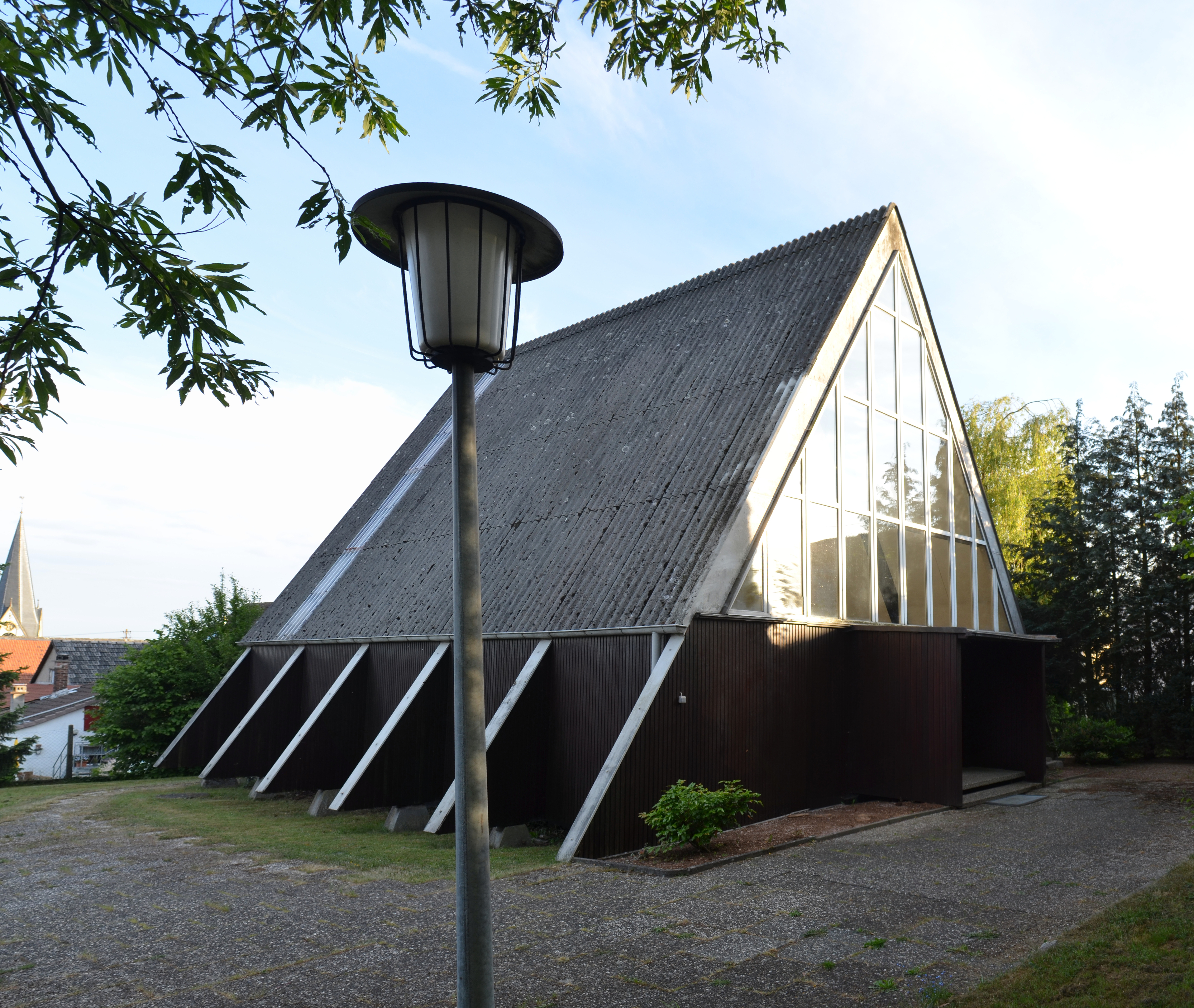
Evangelische Kirche
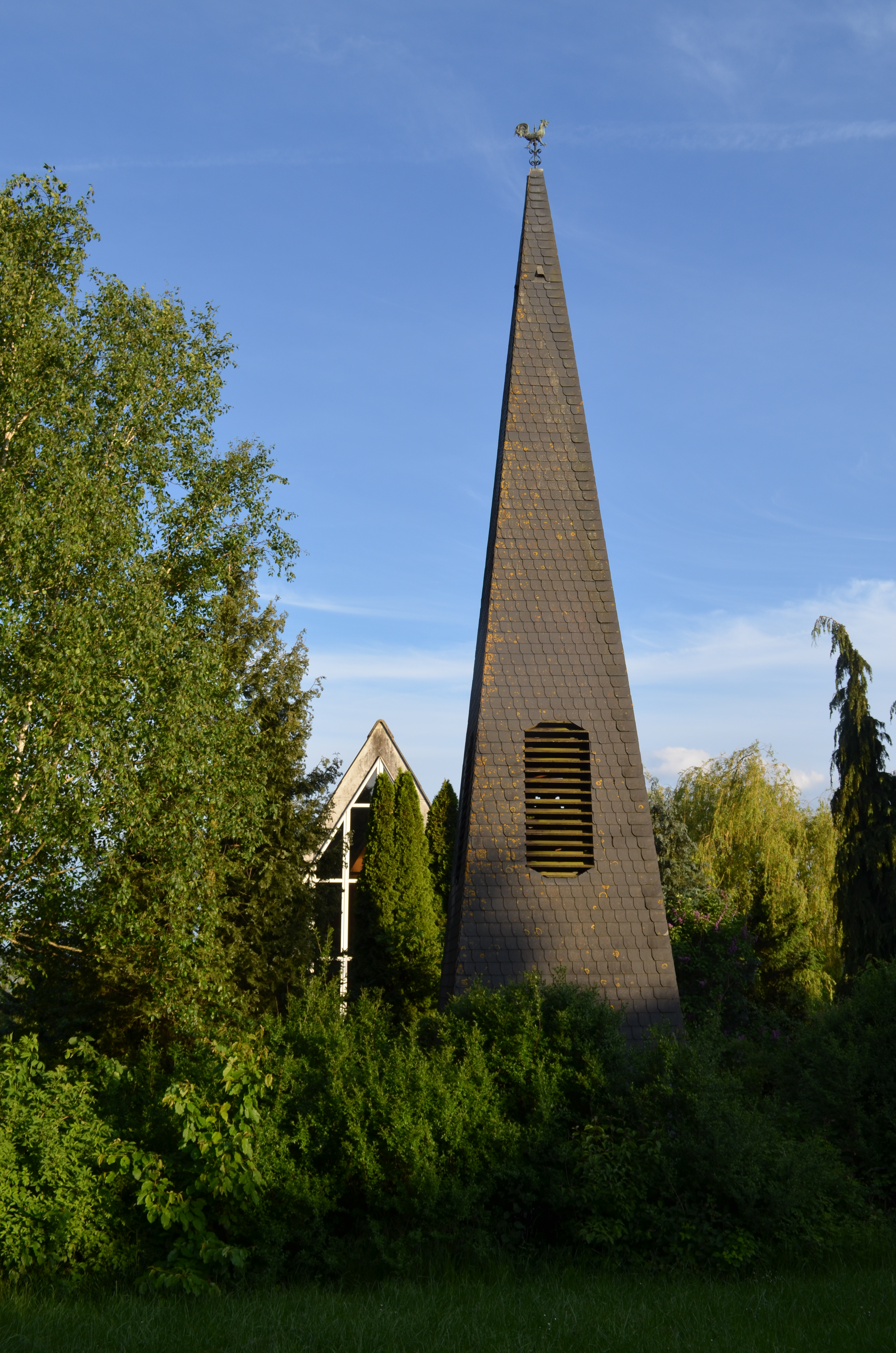
Evangelische Kirche, Turm

### Brunnen

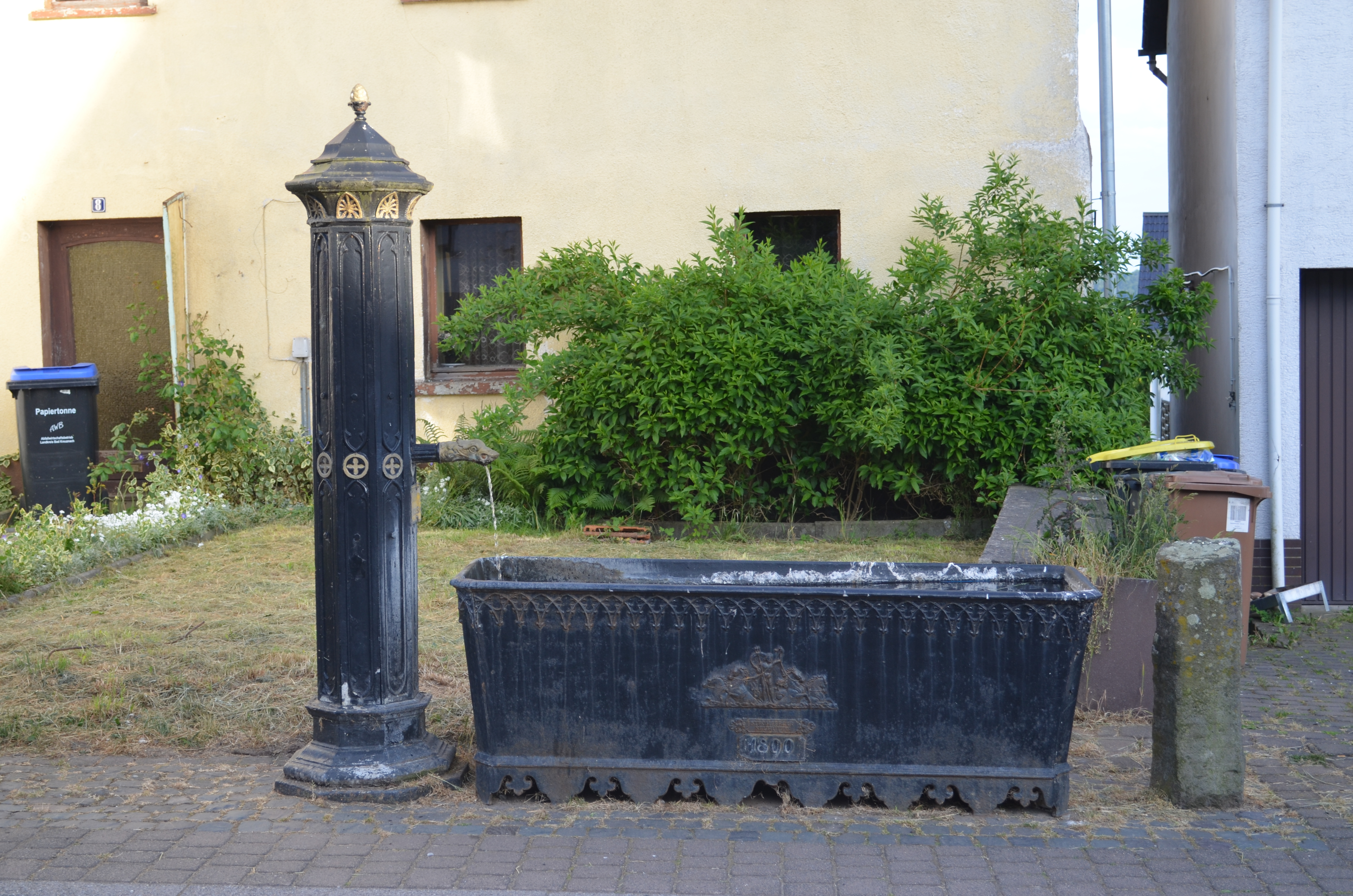
Brunnen, Binger Straße bei Nummer 8

Im Dorf stehen zwei gusseiserne Laufbrunnen aus den Jahren 1870 und 1900. Beide stammen aus der nahe gelegenen Stromberger Neuhütte.

### Friedhof
Vor dem Eingang des Friedhofs befindet sich die Trauerhalle, die gleichzeitig als Kriegerdenkmal dient. Auf dem Friedhof steht ein neugotisches Sandstein-Kruzifix und daneben zwei Priestergräber. Das Ensemble steht unter Denkmalschutz.

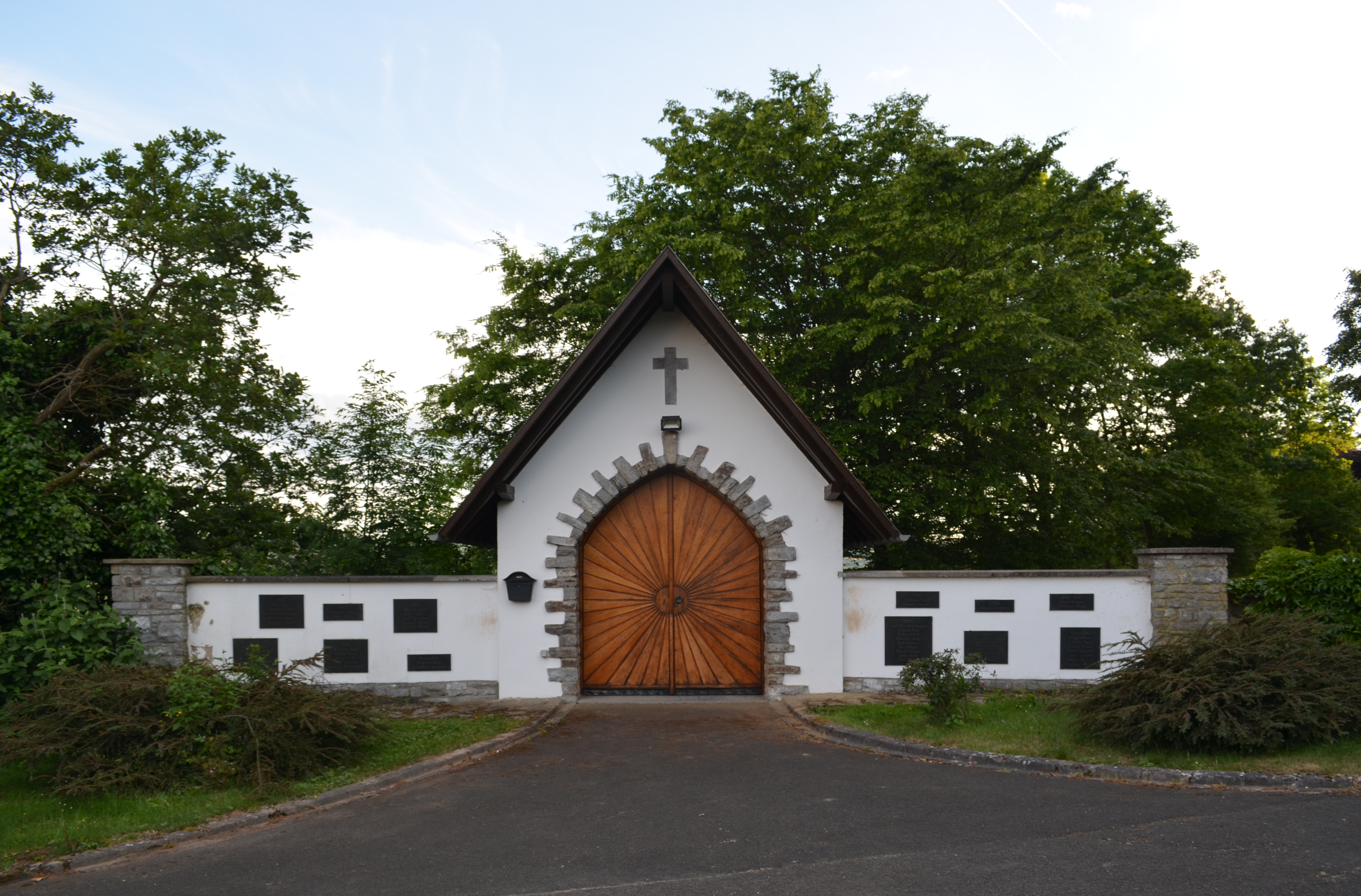
Trauerhalle und Kriegerdenkmal
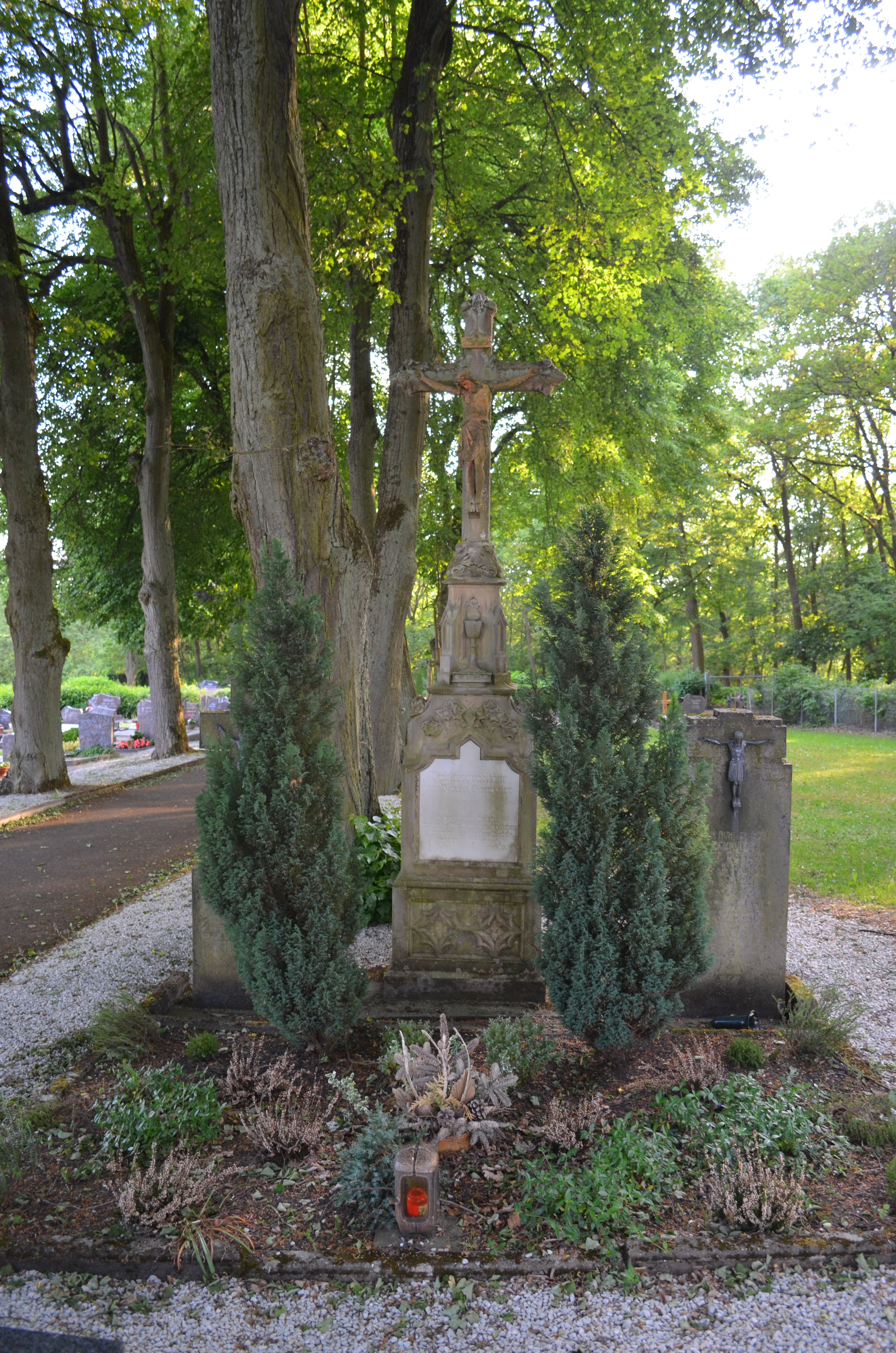
Neugotisches Sandstein-Kruzifix und Priestergräber

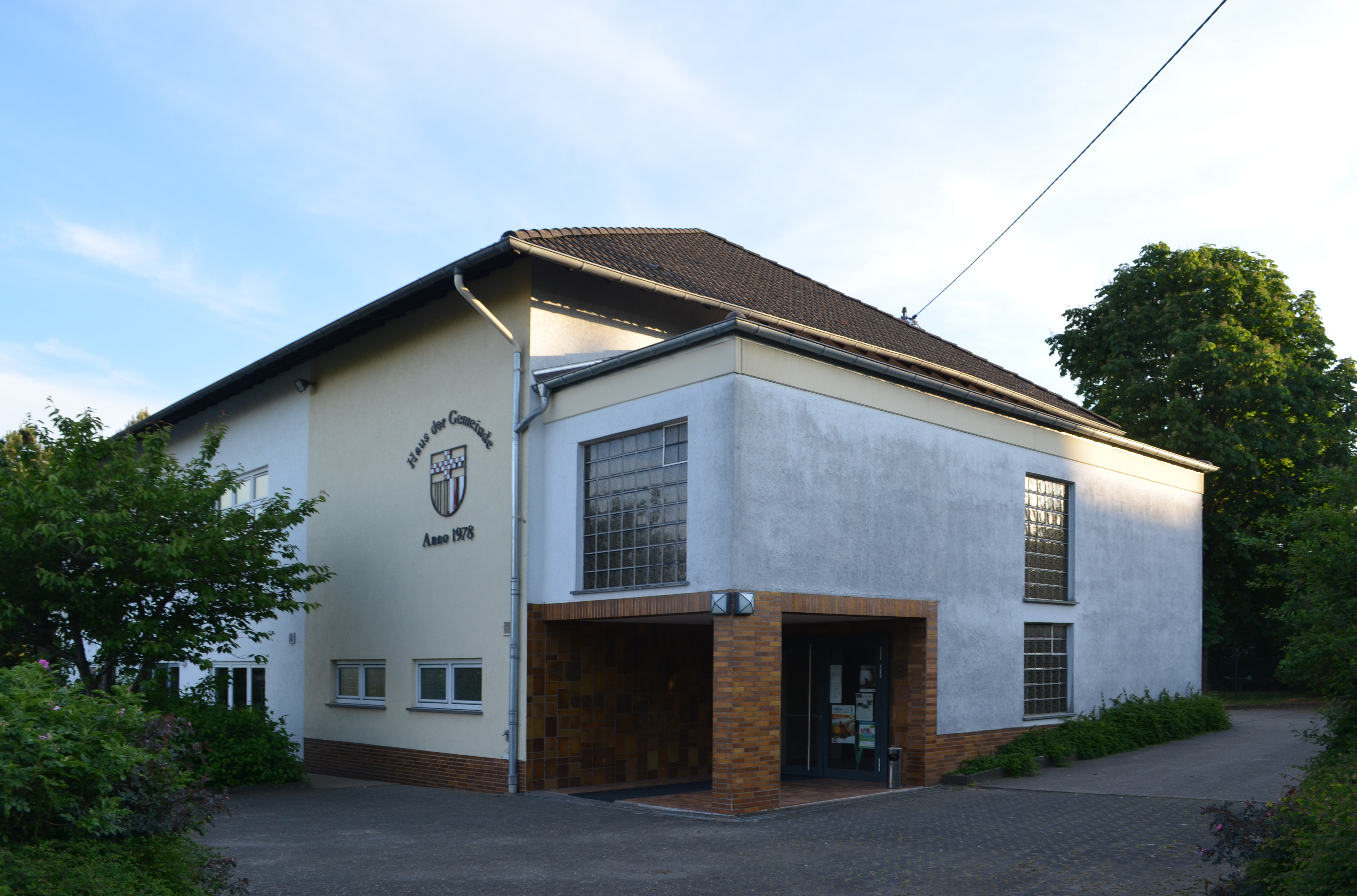
Haus der Gemeinde

### Haus der Gemeinde
1978 wurde das Haus der Gemeinde als Dorfgemeinschaftshaus erbaut.

### Bürgermeister-Daum-Platz
Der Dorfplatz in der Ortsmitte bietet eine Vielzahl von Freizeitaktivitäten, zum Beispiel eine Boule-Bahn sowie einen Bücherschrank.